# José Weinstein
José David Weinstein Cayuela (Santiago, 13 de junio de 1959) es un sociólogo, investigador, consultor y político judío-chileno, exministro del presidente Ricardo Lagos.

## Primeros años de vida
Hijo del siquiatra judío-chileno Luis Weinstein Grenovich y la cardióloga española María Luisa Cayuela, pasó sus primeros años de vida en la comuna de Ñuñoa, en la capital chilena con sus hermanos son Marisa y Luis. De familia agnóstica, estudió en el colegio La Girouette, en la Alianza Francesa, en el Colegio Nacional de Buenos Aires, Argentina y en el Liceo N.º 1 de Hombres de Santiago; después siguió sociología en la Universidad de Chile (1985) y luego obtuvo un doctorado en la misma disciplina en la Católica de Lovaina (1990), en Bélgica.

### Matrimonio e hijos
Está casado con Cecilia Sotomayor, con quien tiene por hijos a:	Elisa, Simón e Irina.

## Vida pública
Su trabajo ha estado ligado desde siempre a la cultura y particularmente a la educación, llegando a ser, entre marzo de 2000 y marzo de 2003, subsecretario de Educación del presidente Lagos. En 1990 había sido su asesor cuando Lagos se desempeñaba como ministro de Educación.
Tras la creación del Consejo Nacional de la Cultura y las Artes, Weinstein fue designado por Lagos como el primer ministro de Cultura de la historia del país, asumiendo el año 2003. El cargo lo ocupó hasta el relevo de Lagos por Michelle Bachelet.
Entre marzo de 2006 y abril de 2013 fue director ejecutivo del Programa de Educación de la Fundación Chile, organismo que impulsa el desarrollo de los programas de tecnología y educación, gestión escolar de calidad y asistencia técnica a escuelas deficitarias. Ha sido miembro del Consejo Nacional de Educación (designado en 2012 por el entonces presidente Sebastián Piñera), gerente del Centro de Innovación en Educación.
Es exdirector del Doctorado en Educación de la Universidad Diego Portales. En su reemplazo, asumió la actual Directora, la destacada académica de la Universidad Alberto Hurtado, María Teresa Rojas Fabris.
El 17 de agosto de 2017 asumió como decano interino de la Facultad de Educación de esa casa de estudios en reemplazo de Natalia Salas, que renunció aduciendo razones personales.
También ha trabajado como consultor en instituciones como el Banco Mundial, la Cepal, la OPS, PREALC, SELA y el Ministerio del Trabajo.

## Publicaciones
- «Joven y alumno. Desafíos de la enseñanza media», Última Década, octubre de 2001.
- «Calidad y gestión en educación: condiciones y desafíos» Archivado el 20 de diciembre de 2016 en Wayback Machine., revista de la Universidad Católica de Chile .Pensamiento Educativo, vol. 31, n.º2, 2002, pp 50-71.
- «Notas sobre gerencia social innovadora y participacióncomunitaria» en Gerencia social en América Latina. Enfoques y experiencias innovadoras, Banco Interamericano de Desarrollo, Washington, D.C. 2002, pp 25-39.
- Derecho de autor, un desafío para la creación y el desarrollo, LOM, 2004.
- Industrias culturales: un aporte al desarrollo, ponencias e intervenciones del Simposio Internacional Industrias Culturales. Un aporte al desarrollo, organizado por el Consejo Nacional de la Cultura y las Artes durante los días 10 y 11 de noviembre de 2004; LOM, 2005.
- Sindicalismo docente y reforma educativa, 2007.
- «E-generación, brecha digital y desafíos para la educación», en Globalización económica oportunidades y desafíos para Chile, 2008, pp 117-155.
- «Liderazgo directivo, asignatura pendiente de la reforma educacional chilena», revista Estudios Sociales, n.° 117, 2009, pp. 123-148, versión pdf
- «Calidad para todos. La reforma educacional en el punto de quiebre. La reforma educacional», con Gonzalo Muñoz en Más acá de los sueños, más allá de lo posible. La Concertación en Chile, ed. Carlos Bascuñán; tomo II, LOM, 2009